# Palicourea urbaniana
Palicourea urbaniana är en måreväxtart som beskrevs av Paul Carpenter Standley. Palicourea urbaniana ingår i släktet Palicourea och familjen måreväxter. Inga underarter finns listade i Catalogue of Life.